# Équipe de France de football en 1970
Chronologie
Saison précédente Saison suivante

Cet article traite de l'année 1970 de l'équipe de France de football.

## Les matchs
| Date             | Stade                               | Adversaire      | Score | Comp | Buteurs français                          |
| 8 avril 1970     | Stade Robert-Diochon Rouen, France  | Bulgarie        | N 1-1 | A    | Michel (38e)                              |
| 28 avril 1970    | Stade Auguste-Delaune Reims, France | Roumanie        | V 2-0 | A    | Loubet (10e) & Djorkaeff (40e pen)        |
| 3 mai 1970       | Stade Saint-Jacob Bâle, Suisse      | Suisse          | D 1-2 | A    | Revelli (79e)                             |
| 5 septembre 1970 | Stade Léo-Lagrange Nice, France     | Tchécoslovaquie | V 3-0 | A    | Gondet (8e), Loubet (13e), Bosquier (42e) |
| 7 octobre 1970   | Stade du Prater Vienne, Autriche    | Autriche        | D 0-1 | A    | -                                         |
| 11 novembre 1970 | Stade Gerland Lyon, France          | Norvège         | V 3-1 | QCE  | Floch (30e), Lech (55e), Mézy (63e)       |
| 15 novembre 1970 | Stade du Heysel Bruxelles, Belgique | Belgique        | V 2-1 | A    | Molitor (50e & 77e)                       |

A : match amical. QCE : match qualificatif pour l'Euro 1972

## Les joueurs
| Joueurs                                                    |     |    |     |     |     |    |    |
| Gardiens de but                                            |     |    |     |     |     |    |    |
| Georges Carnus (AS Saint-Étienne)                          | 90  | 90 | 90  | 90  | 90  | 90 | 90 |
| Défenseurs                                                 |     |    |     |     |     |    |    |
| Jean Djorkaeff (Olympique de Marseille/Paris SG)           | 90  | 90 | 90  | 90  | 90  | 90 | 90 |
| Bernard Bosquier (AS Saint-Étienne)                        | 90  | 90 | 90  | 90  | 90  | 90 | 90 |
| Jacques Novi (Olympique de Marseille)                      | 90  | 90 | 90  | 90  | 90  | 90 | 90 |
| Jean-Paul Rostagni (Girondins de Bordeaux)                 | 90  | 90 | 90  | 90  | 90  | 90 |    |
| Roger Lemerre (FC Nantes)                                  |     |    |     |     |     |    | 79 |
| Milieux                                                    |     |    |     |     |     |    |    |
| Henri Michel (FC Nantes)                                   | 90  | 90 | 90  | 90  | 90  | 90 | 90 |
| Jean-Noël Huck (Rac Pierrots Strasbourg) (1re sélection)   | r30 | 90 |     |     |     | 90 | 90 |
| Serge Chiesa (Olympique lyonnais)                          | r25 |    | r18 |     |     |    |    |
| José Broissart (AS Saint-Étienne) (5e sélection)           | 60  |    |     |     |     |    |    |
| Michel Mézy (Nîmes Olympique) (1re sélection)              |     |    | 90  | 90  | 90  | 90 |    |
| Yves Herbet (Stade de Reims)                               |     |    |     | 90  | 78  |    |    |
| Jean-Michel Larqué (AS Saint-Étienne) (2de sélection)      |     |    |     |     | r12 |    |    |
| Robert Rico (Stade Rennais UC) (1re et dernière sélection) |     |    |     |     |     |    | 90 |
| Attaquants                                                 |     |    |     |     |     |    |    |
| Charly Loubet (Olympique de Marseille)                     | 90  | 90 | 70  | 61  | 45  | 90 |    |
| Georges Bereta (AS Saint-Étienne)                          | 65  | 90 | 90  | 90  | 90  |    |    |
| Hervé Revelli (AS Saint-Étienne)                           | 90  | 90 | 90  |     | r45 |    |    |
| Jean-Claude Bras (FC Liège) (dernières sélections)         | 90  | 90 | 48  |     |     |    |    |
| Bernard Blanchet (FC Nantes)                               |     |    | r2  | r29 |     |    |    |
| Georges Lech (FC Sochaux)                                  |     |    | r42 |     |     | 90 | 90 |
| Philippe Gondet (FC Nantes) (dernières sélections)         |     |    |     | 90  | 78  |    |    |
| Louis Floch (AS Monaco) (1re sélection)                    |     |    |     |     | r12 | 90 | 90 |
| Marc Molitor (Rac Pierrots Strasbourg) (1re sélection)     |     |    |     |     |     |    | 90 |